# Edmondo Di Pillo
Edmondo Di Pillo (Popoli, 20 maggio 1904 – Roma, 4 giugno 1944) è stato un partigiano italiano.

## Biografia

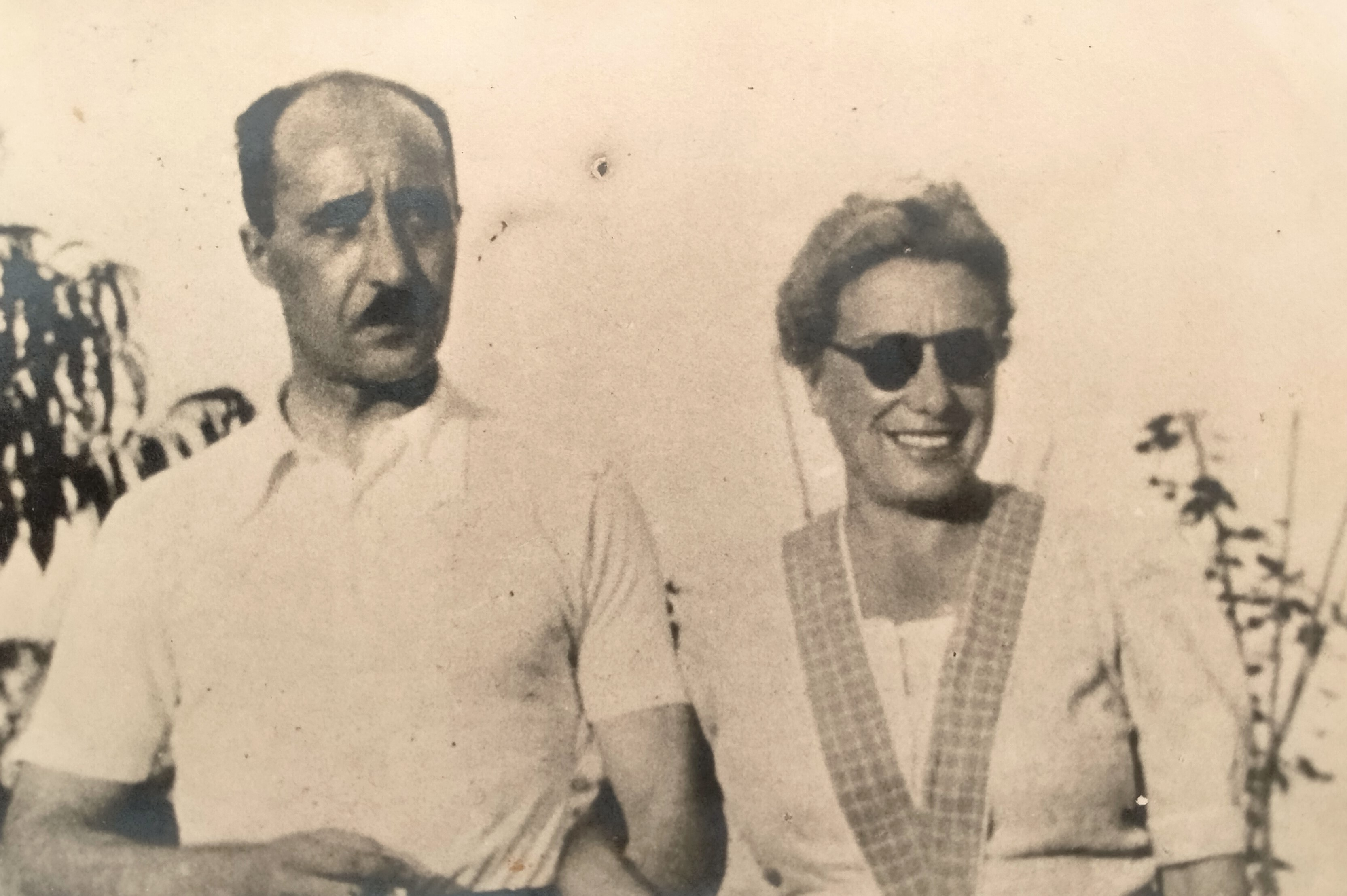
Edmondo Di Pillo ed Ero Ciancarelli

Edmondo Di Pillo nasce a Popoli, all'epoca provincia de L'Aquila, da Giuseppe Di Pillo, falegname e Maria Domenica Martocchia, casalinga. In gioventù si diploma in Ragioneria e frequenta il corso da sottufficiale a Milano congedandosi con il grado di Tenente di complemento. Dopo aver lavorato per l'Anonima Azogeno, viene assunto dalla Bomprini Parodi Delfino con l'incarico di  Direttore commerciale. Sino all'8 settembre 1943 non si era mai occupato di politica. È con l'armistizio di Cassibile che l'allora tenente di complemento di fanteria decide di opporsi in ogni modo all'occupazione tedesca e di votarsi totalmente alla Resistenza e alla lotta di liberazione. Lo fa stabilendo contatti con ufficiali della V Armata americana ed entrando a far parte dell'Office Strategic Services insieme a sua moglie Ero Ciancarelli. Per conto dell'OSS si  occupa di organizzare il trasporto sulla costa del Tirreno di agenti segreti e di radiotelegrafisti, tra i quali Peter Tompkins e dirigendo azioni di sabotaggio nei dintorni di Roma.
Collabora con Maurizio Giglio, trucidato alle Fosse Ardeatine, Giorgio Amendola e Franco Malfatti.

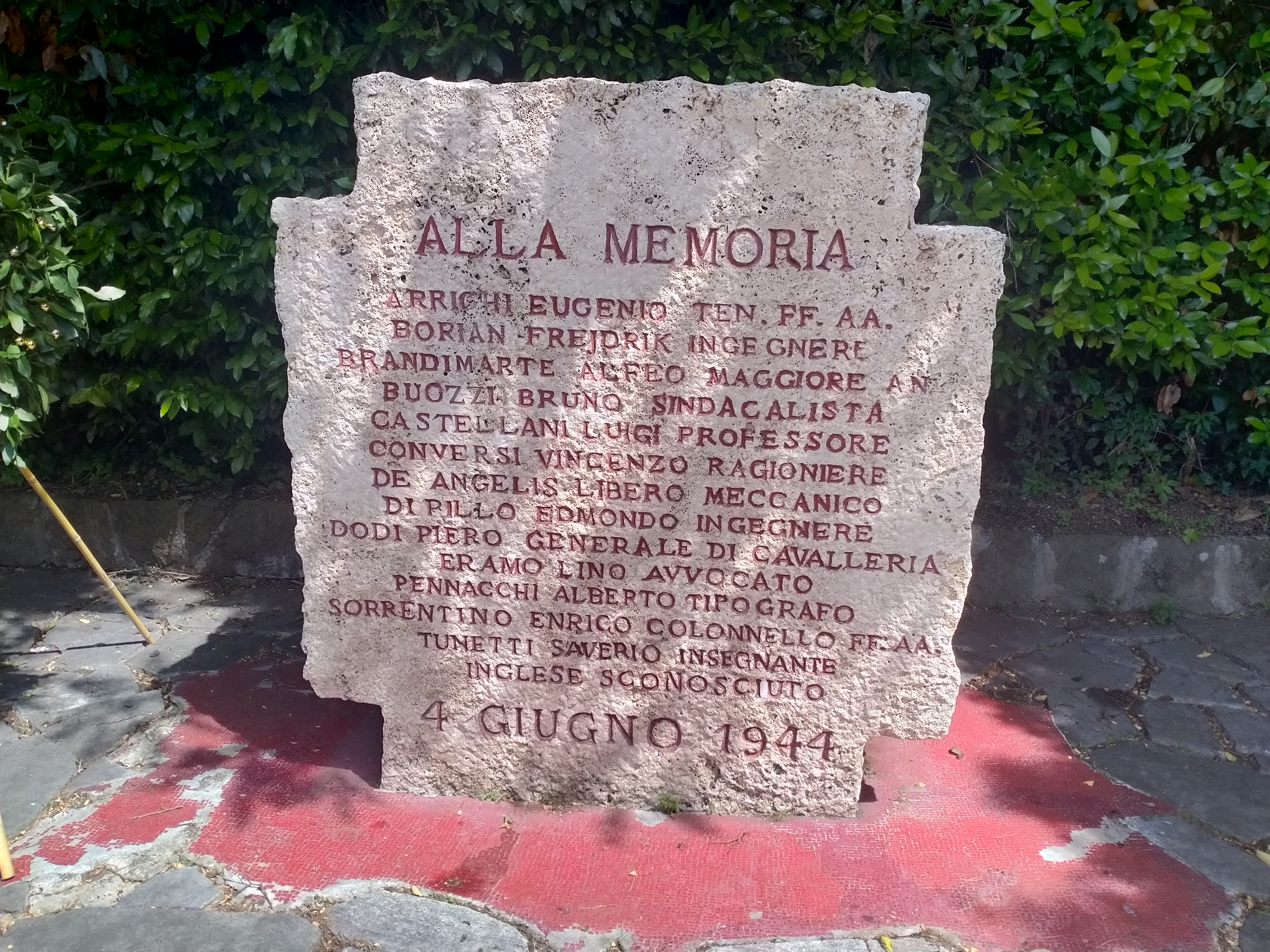
Monumento alla memoria delle vittime de La Storta

Alla vigilia dello sbarco alleato ad Anzio, insieme ai suoi compagni di lotta, Di Pillo riesce a evitare che i tedeschi distruggano importanti impianti idroelettrici. Passato in clandestinità, nel maggio del 1944 decide di tornare temporaneamente nella sua casa di Roma per riprendere i collegamenti con gli uomini della Resistenza, in vista dell'arrivo nella Capitale delle truppe alleate. Il 27 maggio 1944  viene individuato, arrestato e tradotto con la moglie Ero nella sede del Comando tedesco di via Tasso dove viene sottoposto a durissimi interrogatori. Riportato in cella, Di Pillo appare ai suoi compagni irriconoscibile per le torture subite. Ciononostante, con la bocca sanguinante, dice le seguenti parole: "Io non ho parlato, ragazzi. Coraggio, a voi ora!"
La notte fra il 3 e il 4 giugno, poche ore prima che gli Alleati, con l'aiuto dei partigiani, liberino Roma, i tedeschi di via Tasso decidono di fuggire al Nord. Edmondo Di Pillo, Bruno Buozzi e altri dodici tra patrioti, perseguitati politici, partigiani che erano nelle loro mani vengono caricati su un camion guidato dall'ufficiale delle SS Gustav Pustowska e sotto il comando dell'ufficiale Hans Kahrau.  Il viaggio dei prigionieri non dura a lungo:  a pochi chilometri dalla Capitale, in località  La Storta, i quattordici vengono fatti scendere dal camion e rinchiusi in un fienile. Intorno alle 18 del 4 giugno 1944 i prigionieri sono trucidati con un colpo alla testa in quello che è chiamato l'eccidio de La Storta.